# Pierson (geslacht)
Pierson is een geslacht waarvan leden vanaf het midden van de 17e eeuw in de Nederlanden gevestigd waren en dat vooral kunstenaars, predikanten en bankiers voortbracht.

## Geschiedenis
De stamreeks begint met een onbekende Pierson die trouwde met Petronella Nolans die na 2 september 1646 overleed; zij hertrouwde te 's-Gravenhage in 1617 met Nicolaas Borle. Uit haar huwelijk met Pierson werd Paulus Pierson geboren, een soldaat, later comediant en schermmeester die overleed na 2 september 1649. Hij werd de stamvader van de Nederlandse familie als vader van Christoffel Pierson (1631-1714) en Johannes Pierson (1633-tussen 1703 en 1709).
Het geslacht werd opgenomen in het genealogische naslagwerk Nederland's Patriciaat in 1910, 1917 en 1964.

## Enkele telgen
Paulus Pierson (voor 1615 - na 1648), soldaat, komediant en schermmeester
- Christoffel Pierson (1631-1714), kunstschilder en dichter
  - Allard Pierson (1681-1736), koopman
    - Christoffel Pierson (1711-1766), handelaar in textiel
      - Allard Pierson (1739-1811), notaris en procureur
        - Ds. Allard Pierson (1770-1839), predikant en dichter
          - Allard Cornelis Pierson (1801-1870), kapitein der genie
            - Carolina Allardina Cornelia Pierson (1854-voor 1909); trouwde in 1878 met Barend Hendrik Koekkoek (1849-voor 1909), kunstschilder en lid van de familie Koekkoek

          - Jan Lodewijk Gregory Pierson (1806-1873), zakenman, trouwde in 1829 met schrijfster Ida Oyens (1808-1860)
            - Prof. dr. Allard Pierson (1831-1896), hoogleraar, naamgever van het Allard Pierson Museum
              - Jan Lodewijk Pierson sr. (1854-1944), lid firma Adolph Boissevain & Co., later onder de naam Pierson & Co., bankiers te Amsterdam, auteur
                - Allard Pierson (1884-1955), bankier fa. Pierson & Co, consul-generaal van Hongarije, (mede)oprichter van Het Baarnsch Lyceum
                  - Jan Lodewijk Pierson (1908-1979), bankier fa. Pierson, Heldring & Pierson
                  - Ada Sophy Pierson (1914-1988); trouwde in 1947 met Mario Montesano Montessori (1898), pedagoog en zoon van Maria Montessori
                  - Eudia Pierson (1919-1994); trouwde in 1940 met Sibrand Jurriaans (1917), bankier fa. Pierson, Heldring & Pierson

                - Prof. dr. Jan Lodewijk Pierson jr. (1893-1979), japanoloog; trouwde in 1923 met Lucie Marie Franssen (1878-1959), letterkundige onder de namen Ellen Forest en Lucie de Gérardie

              - Henri Daniel Pierson (1856-1943), bankier fa. Heldring & Pierson
                - Nicolaas Gerard Pierson (1889), bankier fa. Heldring & Pierson
                  - Dr. Henri Daniel Pierson (1915-2003), assistent-secretaris-generaal ministerie van Buitenlandse Zaken, bankier fa. Pierson, Heldring & Pierson
                    - Nicolaas Gerard (Niek) Pierson (1953-2007), ondernemer

                  - Rosemary Pierson (1920), concertzangeres

              - Johanna Maria Pierson (1861-1926); trouwde in 1882 met Carel Hendrik Everts (1851-1923), likeurstoker en lid van de familie Everts

            - Petronella Adriana Pierson (1832-1923); trouwde in 1858 met prof. dr. Jan Willem Gunning (1827-1900), hoogleraar
            - Dr. Hendrik Pierson (1834-1923), predikant
            - Carolina Henriette Constantia Pierson (1836-1895); trouwde in 1876 met Herman Frederik Carel ten Kate (1822-1891), kunstschilder
            - Prof. mr. dr. Nicolaas Gerard Pierson (1839-1909), hoogleraar en premier
- Johannes Pierson (1633-tussen 1703 en 1709), koopman en dichter
  - Ds. Jacobus Pierson (1699-1784), predikant
    - Cunera Adriana Pierson (1728-1780); trouwde in 1758 met dr. Nicolaas Tholen (1725-1770), ambtenaar en historicus
      - Jacobus Pierson Tholen (1764-1824), hoogleraar wiskunde te Franeker

    - Johannes Pierson (1730-1759), rector van Latijnse scholen te Leeuwarden, dichter

## Galerij

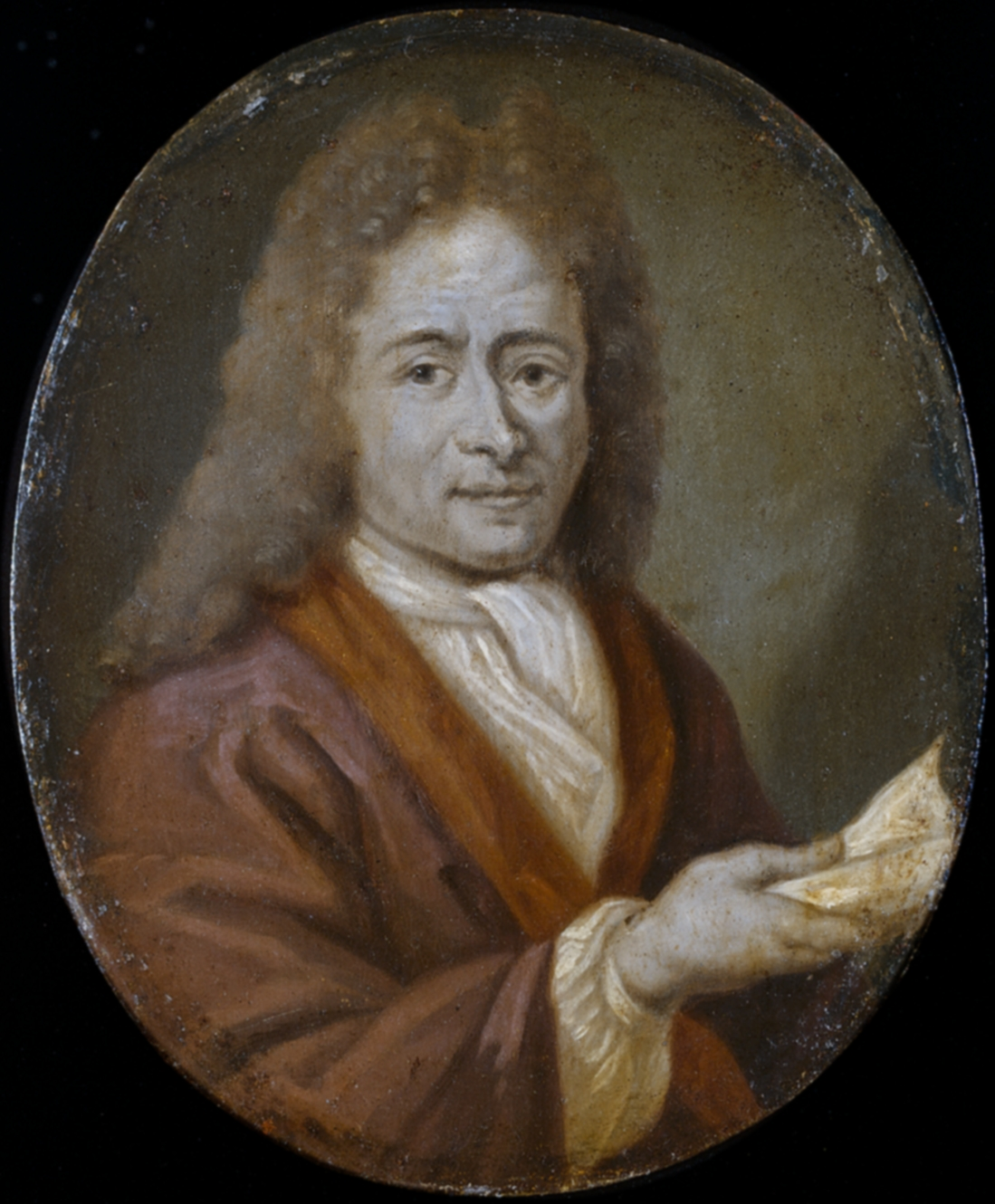
Christoffel Pierson (1631-1714)
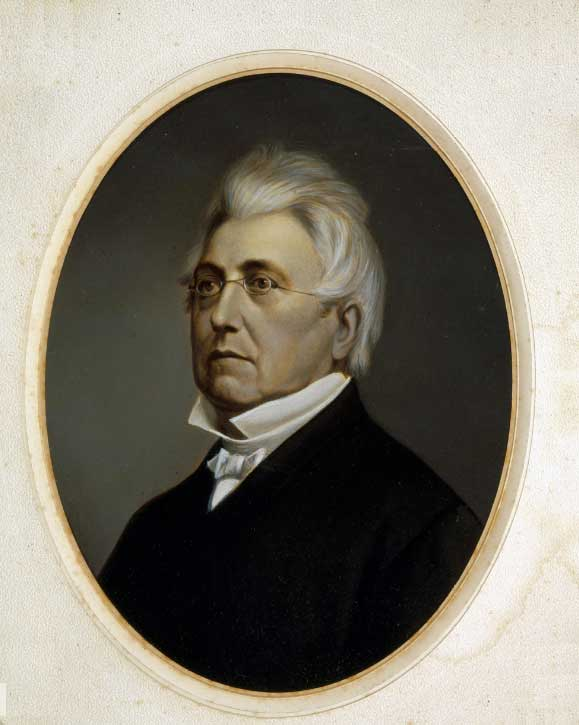
Gregory Pierson (1806-1873)
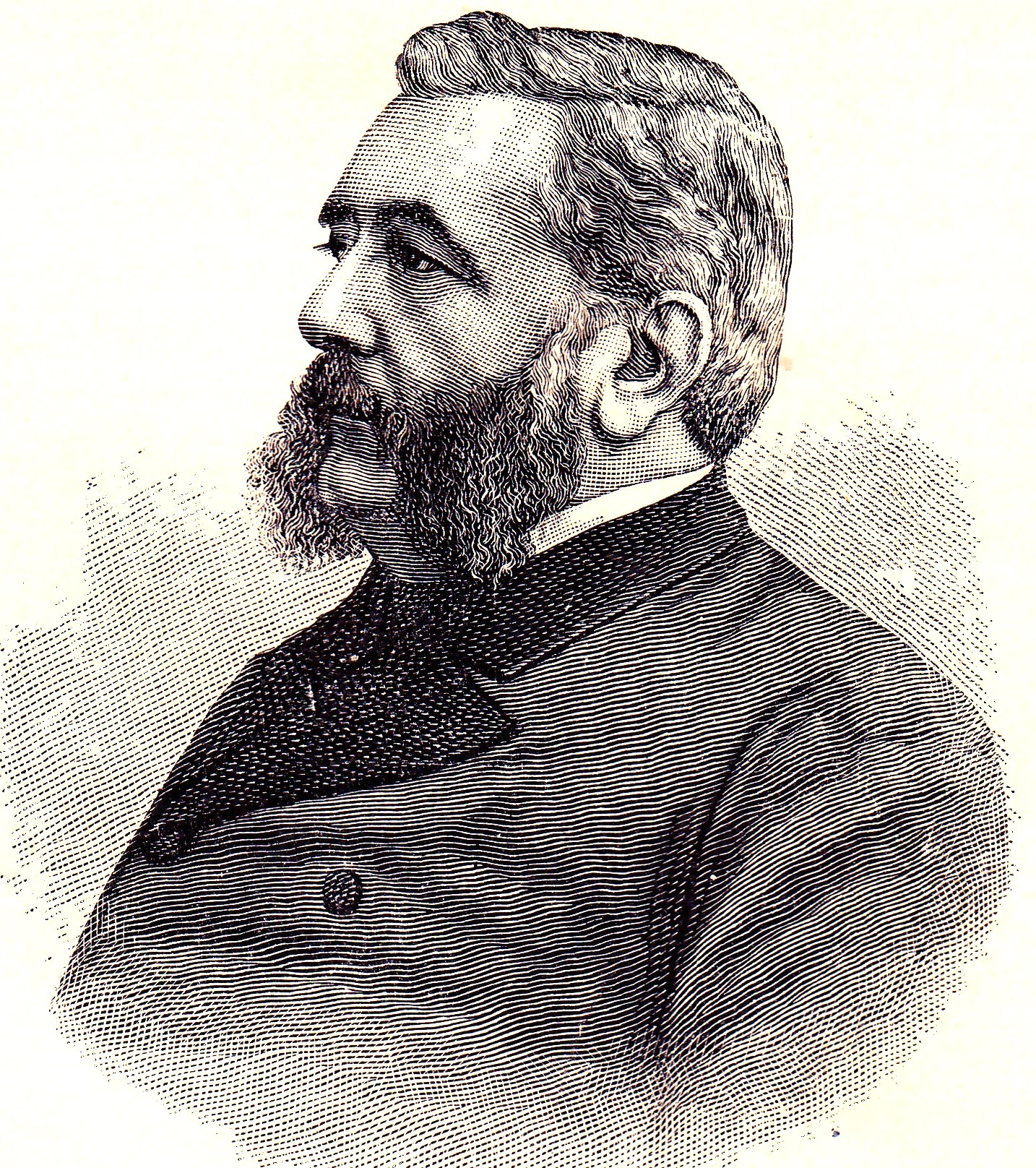
Allard Pierson (1831-1896)
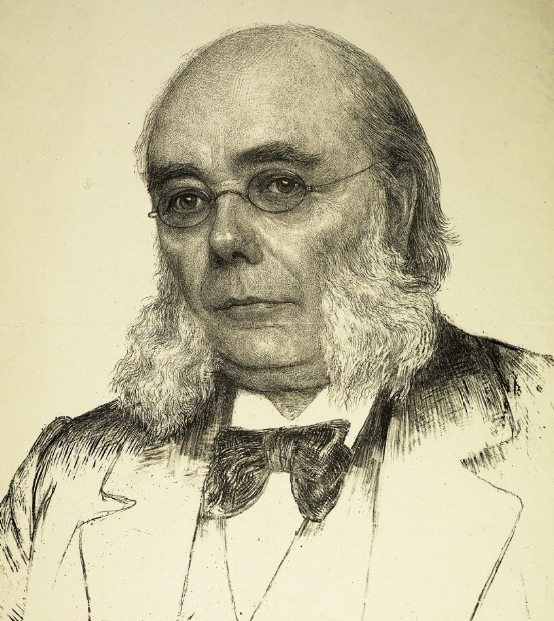
Hendrik Pierson (1834-1923)
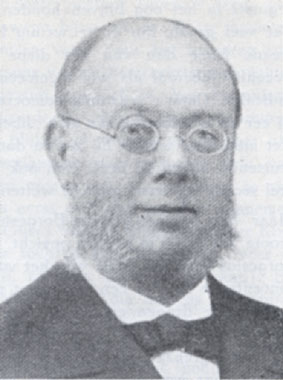
Nicolaas Gerard Pierson (1839-1909)

Geslachten die opgenomen zijn in het sinds 1910 verschijnende genealogische naslagwerk Nederland's Patriciaat. Lijst volgens opgave van het CBG Centrum voor familiegeschiedenis.
A · B · C · D · E · F · G · H · I · J · K · L · M · N · O · P · Q · R · S · T · U · V · W · Y · Z